# Luisa D’Oliveira

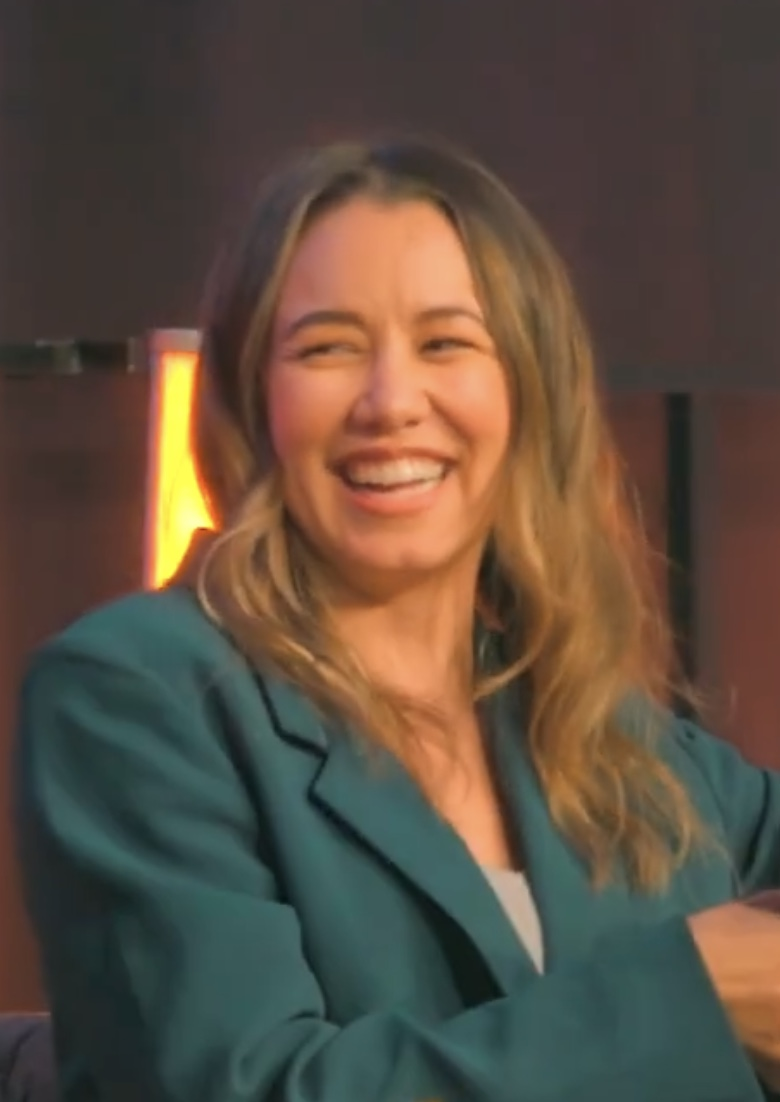
Luisa D’Oliveira, 2023

Luisa D’Oliveira (* 6. Oktober 1986 in Vancouver, British Columbia) ist eine kanadische Schauspielerin. Sie hatte ihre erste Hauptrolle im Jahr 2013 als Detective Poppy Wisnefski in der CBC-Serie Cracked.

## Leben
D’Oliveira stand zum ersten Mal mit sechs Jahren auf einer Bühne, nachdem sie Der Zauberer von Oz im Fernsehen gesehen hatte. Sie besuchte die katholische Notre Dame High School in Vancouver. Nach ihrem Schulabschluss widmete sie sich zunächst der Wissenschaft und Psychologie, bevor sie die Capilano University besuchte.

## Filmografie (Auswahl)
- 2008: Supernatural (Fernsehserie, Folge It's the Great Pumpkin, Sam Winchester)
- 2009: Psych (Fernsehserie, Folge Dienstag, der 17.)
- 2009: Ice Twister (Ice Twisters, Fernsehfilm)
- 2010: Percy Jackson – Diebe im Olymp (Percy Jackson & the Olympians: The Lightning Thief)
- 2011: 50/50 – Freunde fürs (Über)Leben (50/50)
- 2011: Super Twister (Mega Cyclone, Fernsehfilm)
- 2011: Die Saat des Bösen (The Terror Beneath, Fernsehfilm)
- 2012: Rags (Fernsehfilm)
- 2013: The Package
- 2013: Cracked (Fernsehserie, 21 Folgen)
- 2014: Red Machine – Hunt or Be Hunted (Into the Grizzly Maze)
- 2015: Motive (Fernsehserie, 9 Folgen)
- 2015–2020: The 100 (Fernsehserie, 44 Folgen)
- 2016: Channel Zero (Channel Zero: Candle Cove, Fernsehserie, 6 Folgen)
- 2019: Supergirl (Fernsehserie, 2 Folgen)
- 2020: My Best Friend’s Bouquet (Fernsehfilm)
- 2021: A Christmas Proposal (Fernsehfilm)
- 2021: The Republic of Sarah (Fernsehserie, 2 Folgen)
- 2023: The Surrogate Scandal (Fernsehfilm)
- 2023: Wedding Season (Fernsehfilm)
- 2023: To All A Good Night (Fernsehfilm)
- 2024: The Painter
- 2024: This Time Each Year (Fernsehfilm)
- 2024: Fire Country (Fernsehserie, Folge A Hail Mary)
- 2024: Leben ohne Ende (Earth Abides, Fernsehserie, 4 Folgen)